# Reichsverband deutscher Konsumvereine
Der Reichsverband deutscher Konsumvereine e. V. in Köln ging 1913 aus dem 1909 gegründeten Verband westdeutscher Konsumvereine e. V. hervor. Er war der Spitzenverband der auf der christlich-gewerkschaftlichen Tradition beruhenden Konsumgenossenschaften. Er repräsentierte die sogenannte schwarze Konsumgenossenschaftsbewegung der Kölner Richtung, im Gegensatz zur roten, der Hamburger Richtung. Im Zuge der nationalsozialistischen Gleichschaltung im Jahr 1933 ging er in dem in Reichsbund der deutschen Verbrauchergenossenschaften GmbH (GEG) auf.
Peter Schlack wurde Vorsitzender des Verbandes und blieb es bis zum 19. Mai 1933.
Die Waren- und Wirtschaftszentrale dieses Verbandes war die GEZ und später die „Gepag“, Großeinkaufs- und Produktions-Aktiengesellschaft deutscher Konsumvereine.